# Where Is the Answer?
Where Is the Answer? – singel zapowiadający album Hellfire. Zawiera dwa utwory. Został nagrany w DBX-Studio w Warszawie, na początku 2004 roku.

## Lista utworów
1. The Dark Riddle
2. Twist of Knife

## Muzycy
- Tomasz Twardowski – wokal
- Artur Grabowski – gitara
- Jakub Olejnik – gitara
- Grzegorz Olejnik – perkusja
- Tomasz Węglewski - gitara basowa